# Distretto di Huaylillas
Il distretto di Huaylillas  è uno dei tredici distretti della provincia di Pataz, in Perù. Si trova nella regione di La Libertad e si estende su una superficie di 89.73  chilometri quadrati.